# Hayden Panettiere
Hayden Lesley Panettiere (sinh ngày 21 tháng 8 năm 1989) là một ca sĩ, diễn viên và người mẫu Mỹ. Cô trở nên nổi tiếng từ năm 11 tuổi với vai diễn Sheryl Yoast trong phim Remember the Titans. Mặc dù trước đó, Hayden đã được biết đến trong hai phim truyền hình nhiều tập là One Life to Live (1994-1997) và Guiding Light (1996-2000). Năm 2006, Hayden đạt đến đối tượng khán giả rộng lớn hơn với vai diễn Claire Bennet trong loạt phim truyền hình nổi tiếng Heroes.

## Tiểu sử
Hayden được sinh ra và lớn lên tại Palisades, Rockland County, New York. Cô là con gái của Lesley R.Vogel, một cựu diễn viên kịch opera và Alan L."Skip" Panettiere, một nhân viên cứu hỏa. Họ Panettiere của cô trong tiếng Ý có nghĩa là "người làm bánh mỳ". Cô có một em trai, là diễn viên nhí Jansen Panettiere. Mặc dù theo học tại South Orangetown Middle School ở New York, Hayden vẫn được đào tạo tại nhà từ năm lớp 8 thông qua các trường trung học. Hiện nay, Hayden đã trì hoãn việc học đại học để ưu tiên phát triển sự nghiệp.

## Sự nghiệp
Hayden bắt đầu làm người mẫu khi mới bốn tháng tuổi, và lần đầu tiên xuất hiện trong một phim quảng cáo cho Playskool khi lên 11 tuổi. Vai diễn đầu tiên của cô là Sarah Victoria trong phim One Life to Live (1994-1997). Sau đó, cô vào vai Lizzie Spaulding trong phim Guiding Light (1996-2000). Hayden còn tham gia một số phim như Ally McBeal (2001-2002), Joe Somebody (2001), Law & Order: SVU (2001), The Affair of the Necklace (2001), Normal (2002), Malcolm in the Middle (2003-2005), Raising Helen (2004), The Architect (2006),...
Năm 2006,Hayden thành công với vai diễn Claire Bennet, đội trưởng đội cổ vũ của trường trung học với khả năng tái tạo nhanh các vết thương nên gần như là bất tử. Trong loạt phim truyền hình nhiều tập nổi tiếng Heroes. Nhờ vai diễn này, Hayden thường xuyên góp mặt trong những hội nghị về tiểu thuyết khoa học viễn tưởng, được mời tham dự hội nghị trên khắp thế giới trong năm 2007, bao gồm cả GenCon, New York Comic-Con, và các fan hâm mộ của hội chợ triển lãm Canada. Hayden đã phàn nàn rằng những hành động của cô ấy đôi khi bị giới hạn bởi "mọi người nhìn tôi giống như loại "cheerleader (cổ động viên) nổi tiếng" hoặc chỉ là "cô gái tóc vàng hoe".

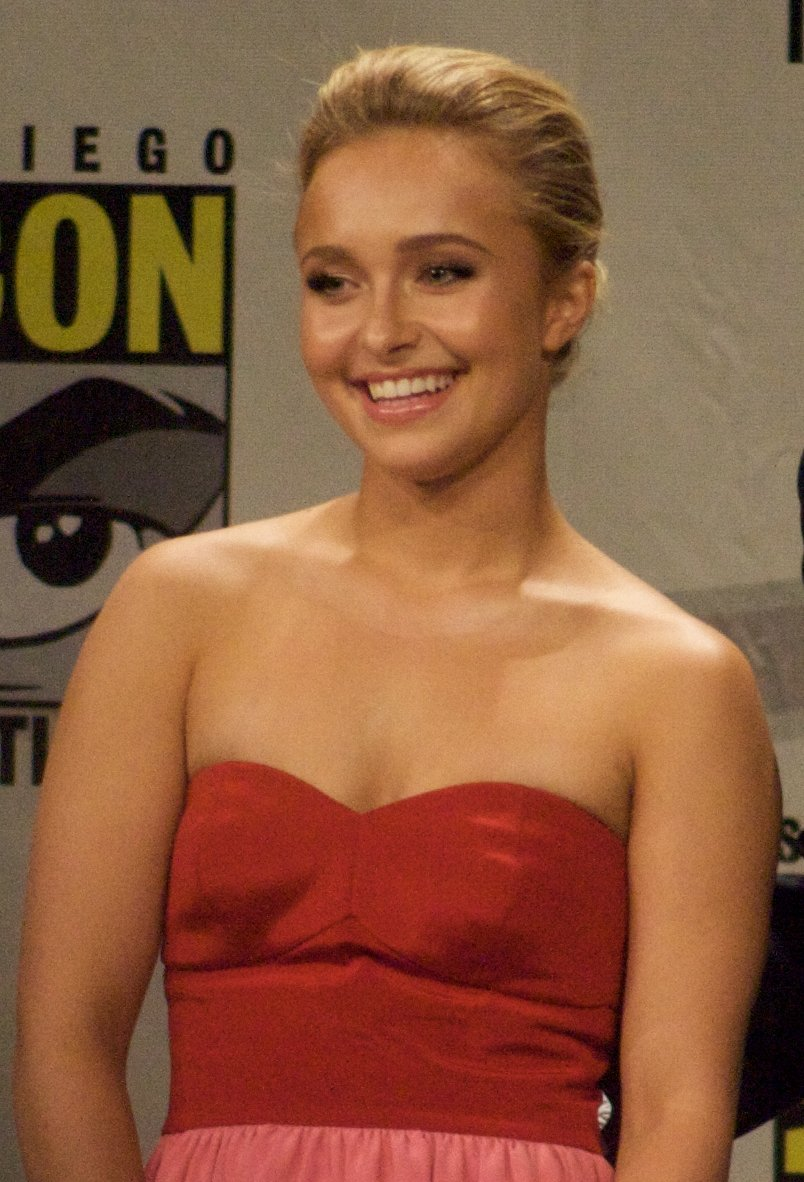
Panettiere tại Comic-Con 2008

Hayden đã xuất hiện trên hơn một chục phim, một số là phim truyền hình nhiều tập và lồng tiếng cho nhân vật như A Bug's Life, Dinosaur (phim),...
Hayden được đề cử giải Grammy với việc lồng tiếng cho nhân vật Dot trong phim A Bug's Life. Cô đã thể hiện ca khúc My Hero Is You với một video trên Disney Channel trong bộ phim Tiger Cruise. Hayden cũng đã thể hiện ca khúc I Fly cho Disney trong bộ phim do cô đóng vai chính Ice Princess.
Hayden đã thu âm bài hát cho Girlnext và biên soạn một bài hát cho Girlnext 2. Cô cũng đã có một bài hát cho DisneyMania 5, và một ca khúc ballad mang tên I Still Believe cho bộ phim hoạt hình Cinderella III: A Twist in Time.
Đĩa đơn đầu tiên của Hayden, "Wake up call", được phát hành vào tháng 8. Cô cũng cho ra mắt Candie's, một chiến dịch quảng cáo cho đĩa đơn vào cuối tháng bảy. Candie's cũng sẽ cung cấp và đẩy mạnh cho đĩa đơn với một chương trình quảng cáo trên truyền hình và video ca nhạc.
Cuối năm 2006, Neutrogena chọn Hayden làm người đại diện cho các chiến dịch quảng cáo mới trên toàn thế giới của họ. Tiếp bước theo sau các diễn viên nổi tiếng như Kristin Kreuk, Josie Bissett, Jennifer Love Hewitt, Mandy Moore, Mischa Barton, Gabrielle Union và Jennifer Freeman.
Trong tháng 9 năm 2007, Hayden xuất hiện trong Heroes-Got Milk, hình ảnh quảng cáo của Annie Leibovitz.
Trong tháng 2 năm 2008, Kohl's thông báo rằng Hayden sẽ là người phát ngôn tiếp theo của họ sau Hilary Duff và Kelly Clarkson.

## Đời sống
Hayden bắt đầu hẹn hò với Milo Ventimigliain, ngôi sao của phim Heroes đồng thời là bạn diễn của cô vào năm 2006. Tháng 12 năm 2007, tuy Hayden lên tiếng phủ nhận tin đồn tình cảm với Milo trong một cuộc phỏng vấn trên GQ nhưng cả hai đã nhiều lần bị phát hiện bí mật hẹn hò. Năm 2008, có tin đồn rằng Milo và Hayden đã chuyển đến sống chung với nhau. Tháng 4 năm 2008, trong cuộc phỏng vấn trên BBC's The Chris Moyles Show để quảng bá phần 2 của phim Heroes, nam diễn viên điển trai đã thừa nhận rằng anh và Hayden đang yêu nhau. Nhưng mối quan hệ của họ chỉ kéo dài đến tháng 2 năm 2009, rất nhiều ý kiến cho rằng kết quả của cuộc chia tay này là do sự xuất hiện của kẻ thứ ba và sự bất đồng quan điểm sống.
Hayden có một hình xăm theo tiếng Ý là "Vivere senza rimipiantisic" chạy dài từ bả vai xuống hông bên trái. Mang ý nghĩa là "Để sống không có sự hối tiếc".
Trong tháng 10 năm 2008, Hayden tham gia vào các hoạt động bầu cử tổng thống Mỹ. Cô tiết lộ một thông báo công khai dịch vụ thông qua các trang web hay Funny Die. Trong video này, Hayden chế nhạo John McCain trong một giai điệu satirical trên các chủ đề của tuổi tác và sự tức giận của mình. Sau đó cô thực hiện rõ ràng ý định của mình để bình chọn cho Barack Obama, và khuyến khích những người trẻ tuổi khác để bình chọn.